# Sonnenbergbahn
| Wagen 2 in der Bergstation (2013) |                     |                                                                                     |                              |
| Fahrplanfeld: | 2515 (früher: 1515) |                                                                                     |                              |
| Streckenlänge: | 0,839 km            |                                                                                     |                              |
| Spurweite: | 1000 mm (Meterspur) |                                                                                     |                              |
| Maximale Neigung: | 424 ‰               |                                                                                     |                              |
| Minimaler Radius: | 200 m               |                                                                                     |                              |
| Streckengeschwindigkeit: | 5 km/h              |                                                                                     |                              |
| |                     |                                                                                     |                              |
| \| \| \| 500 m nach Kriens Zentrum Pilatus Trolleybus-Linien 1, 5, Autobus-Linien 15, 16, 21 \| \| \| \| \| 400 m nach Kriens Busschleife VBL-Linien 1, 5, 15, 16, 21, Postauto-Linie 71 \| \| \| \| \| Strassenbahn (1900 bis 1947) \| \| \| \| \| Kriens (Sonnenbergbahn) \| 505 m ü. M. \| \| \| \| (88 m) \| \| \| \| \| Zumhof \| 583 m ü. M. \| \| \| \| Koordinaten: 47° 2′ 26,2″ N, 8° 16′ 30,9″ O; CH1903: 663582 / 210290 Ausweichstelle \| \| \| \| \| \| \| \| \| \| \| \| \| \| \| Sonnenberg (Kriens) \| 704 m ü. M. \| \| \| \| Sonnenberg \| 800 m ü. M. \| |                     |                                                                                     |                              |
| |                     | 500 m nach Kriens Zentrum Pilatus Trolleybus-Linien 1, 5, Autobus-Linien 15, 16, 21 |                              |
| |                     | 400 m nach Kriens Busschleife VBL-Linien 1, 5, 15, 16, 21, Postauto-Linie 71        |                              |
| U-Bahn-Kopfbahnhof Streckenende und quer (Strecke außer Betrieb) |                     | Strassenbahn (1900 bis 1947)                                                        | Strassenbahn (1900 bis 1947) |
| Kopfbahnhof Streckenanfang |                     | Kriens (Sonnenbergbahn)                                                             | 505 m ü. M.                  |
| Tunnel |                     | (88 m)                                                                              | (88 m)                       |
| Haltepunkt / Haltestelle |                     | Zumhof                                                                              | 583 m ü. M.                  |
| |                     | Ausweichstelle                                                                      |                              |
| Strecke |                     |                                                                                     |                              |
| Strecke |                     |                                                                                     |                              |
| Kopfbahnhof Streckenende |                     | Sonnenberg (Kriens)                                                                 | 704 m ü. M.                  |
| |                     | Sonnenberg                                                                          | 800 m ü. M.                  |

Die Sonnenbergbahn, abgekürzt KSB, ist eine Standseilbahn in der Zentralschweiz. Sie führt von Kriens bei Luzern auf den der Bahn namensgebenden Sonnenberg.

## Infrastruktur
Die Standseilbahn überwindet bei einer Länge von 839 m eine Höhendifferenz von 210 m. Die Bergbahn startet in Kriens (Waldheimstrasse 11) und fährt praktisch kurvenlos mit einer Steigung von maximal 42,4 % bis oberhalb des Hotels Sonnenberg. Das Trassee weist einen Tunnel von 88 m  Länge sowie zwei Brücken auf. Unmittelbar unterhalb der mit Abtschen Weichen ausgeführten Ausweichstelle befindet sich vor der Überquerung der Gabeldingenstrasse die Mittelstation Zumhof. Diese wurde ursprünglich für die Anstalt Gabeldingen errichtet.

## Geschichte

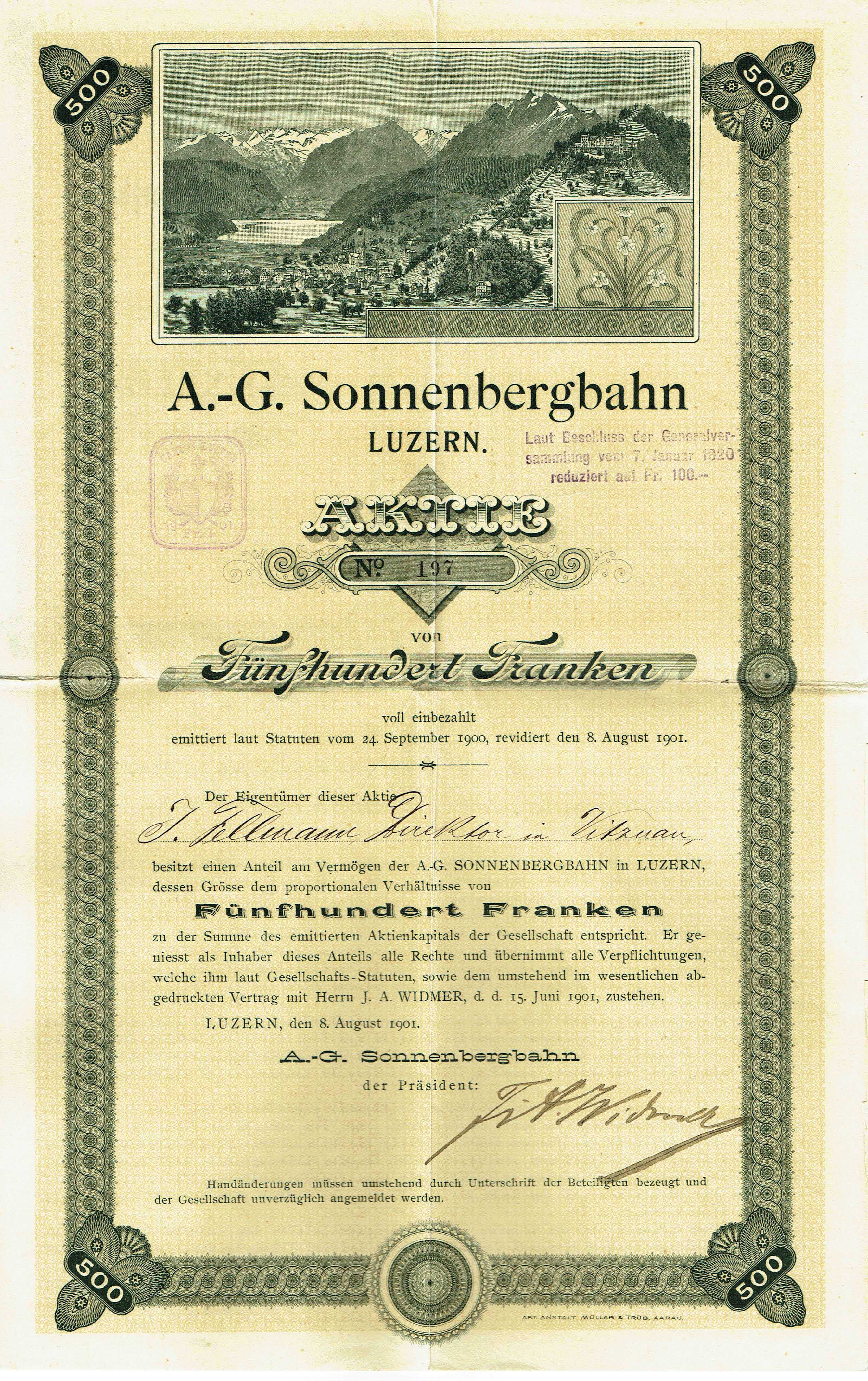
Namensaktie über 500 Franken der A.G. Sonnenbergbahn Luzern vom 8. August 1901 mit Darstellung der Bahn und des Grand Hotels

1857 eröffnete auf dem Sonnenberg ein Kurhaus, das vorerst nur zu Fuss oder mit Pferden und Eseln erreichbar war. Nachdem die Strassenbahn Luzern ab September 1900 von Luzern nach Kriens verkehrte, begann man 1901 mit den rund dreiviertel Jahr dauernden Bauarbeiten an der Standseilbahn. Die von der ansässigen Maschinenfabrik Theodor Bell & Cie. realisierte Sonnenbergbahn nahm schliesslich am 5. Mai 1902 ihren Betrieb auf, die Talstation lag unmittelbar am Endpunkt der Tramlinie.
Mit Ausbruch des Ersten Weltkrieges brach der Tourismus zusammen, weshalb der Betrieb der Bahn stark reduziert und teilweise ganz eingestellt wurde. Auch mit Umwandlung des Grand Hotels auf dem Sonnenberg in ein Flüchtlingsheim im Mai 1916 änderte sich die Situation nicht. In den 1920er-Jahren nahm das Hotel zwar den Betrieb wieder auf, allerdings war der Betrieb nicht mehr wirtschaftlich, und es kam zu mehreren Besitzerwechseln. Durch den Zweiten Weltkrieg stand das Hotel schliesslich leer, und der Bahnbetrieb wurde 1941 eingestellt. Zwischen 1942 und 1952 wohnten im heruntergekommenen Hotel erst Flüchtlinge, dann Kriegsheimkehrer und Rückwanderer, für welche der Bahnbetrieb ab 1946 zeitweise wieder aufgenommen wurde.
Bereits ab 1947 verkehrte das Tram auf Grund der fehlenden Wendeschleife nicht mehr zur Talstation der Sonnenbergbahn, sondern wendete bei der Kreuzbäckerei im Dorfzentrum. Mit der Sprengung des Grand Hotels im Jahr 1955 fehlte der Bahn schliesslich die Daseinsberechtigung, weshalb die Gemeinde Kriens zusammen mit der Maschinenfabrik Bell und der National-Versicherungs-Gesellschaft 95 % der Aktien ersteigerte, um den Abbruch der Bahn zu verhindern. Nach einer Sanierung übernahm ab 1957 die Gemeinde Kriens den Betrieb der Bahn.
1962 wurde auf dem Sonnenberg ein neues Hotel etwas unterhalb der Bergstation der Sonnenbergbahn eröffnet, welches aber nur bis 1968 als Grand Hotel betrieben wurde. Mit Einstellung des Hotelbetriebs drohte der Sonnenbergbahn erneut das Aus, und die Krienser Bevölkerung musste im Rahmen einer Volksabstimmung am 7. Juli 1968 über die Schliessung entscheiden. Das Stimmvolk sprach sich dabei knapp für den Beibehalt der Bahn aus.
Im Jahr 1982 feierte die Sonnenbergbahn ihr 80-jähriges Bestehen, das mit einem Festakt gefeiert wurde. Im gleichen Jahr sprachen sich die Krienser Stimmbürger erneut für den Erhalt und den Weiterbetrieb der Bahn aus.
Seit 2001 ist die Sonnenbergbahn im Denkmalverzeichnis des Kantons Luzern eingetragen. Zwischen 2003 und 2007 wurde sie elektrisch wie mechanisch generalüberholt und ist heute wieder mit den beiden ebenfalls restaurierten originalen Wagen von 1902 unterwegs.
| seit | Name                                            | Sitz   |
| ---- | ----------------------------------------------- | ------ |
|      | Aktiengesellschaft der Sonnenbergbahn in Luzern | Luzern |
| 1901 | A.G. Sonnenbergbahn in Luzern                   | Luzern |
| 1947 | A.G. Sonnenbergbahn                             | Luzern |
| 1958 | A.G. Sonnenbergbahn Kriens                      | Kriens |

## Betrieb
Die Bahn wird vom Bundesamt für Verkehr regelmässig inspiziert und besitzt eine Betriebsbewilligung bis 2026. Die Bahn ist heutzutage zwischen März und Oktober in Betrieb und verkehrt während der Saison an allen Wochentagen.

## Bilder

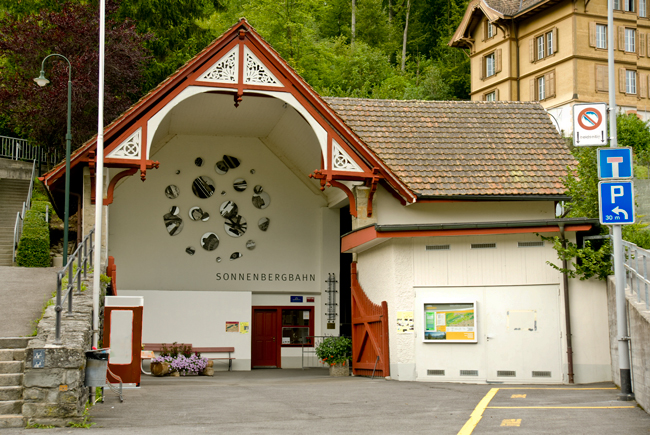
Gebäude der Talstation in Kriens (2010)
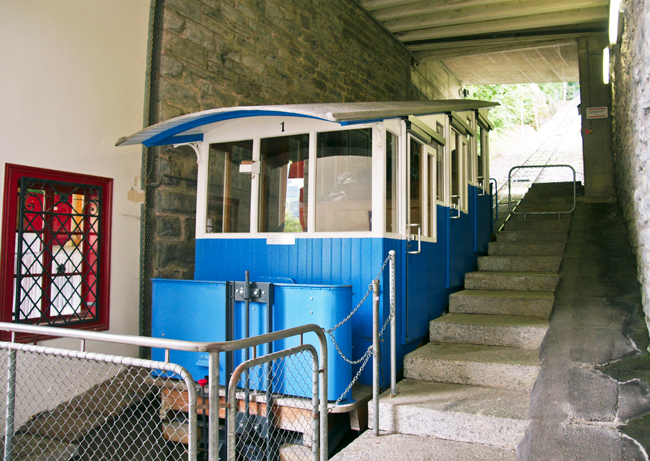
Standseilbahnwagen in der Talstation (2010)
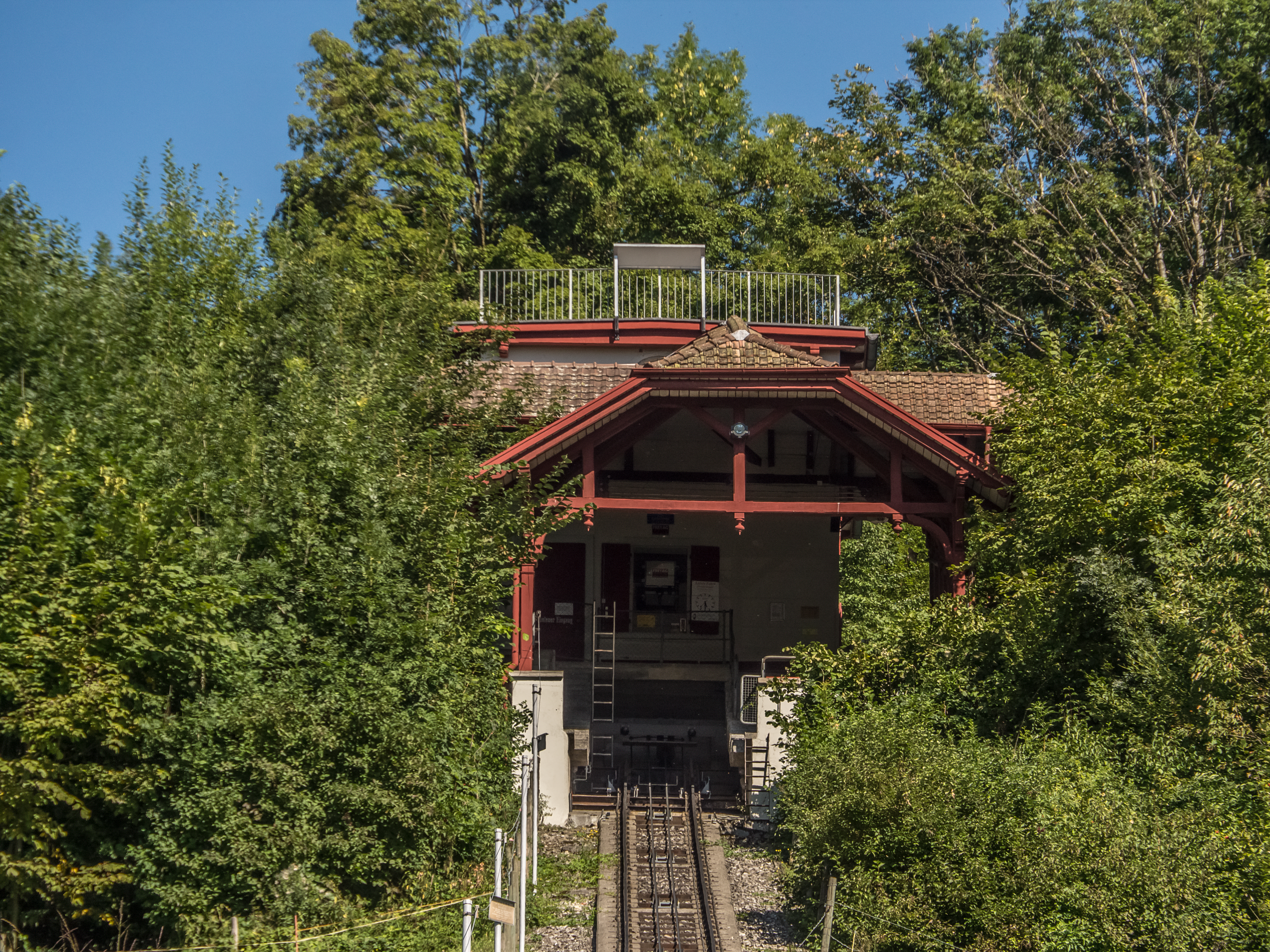
Bahnhof Sonnenberg (2013)
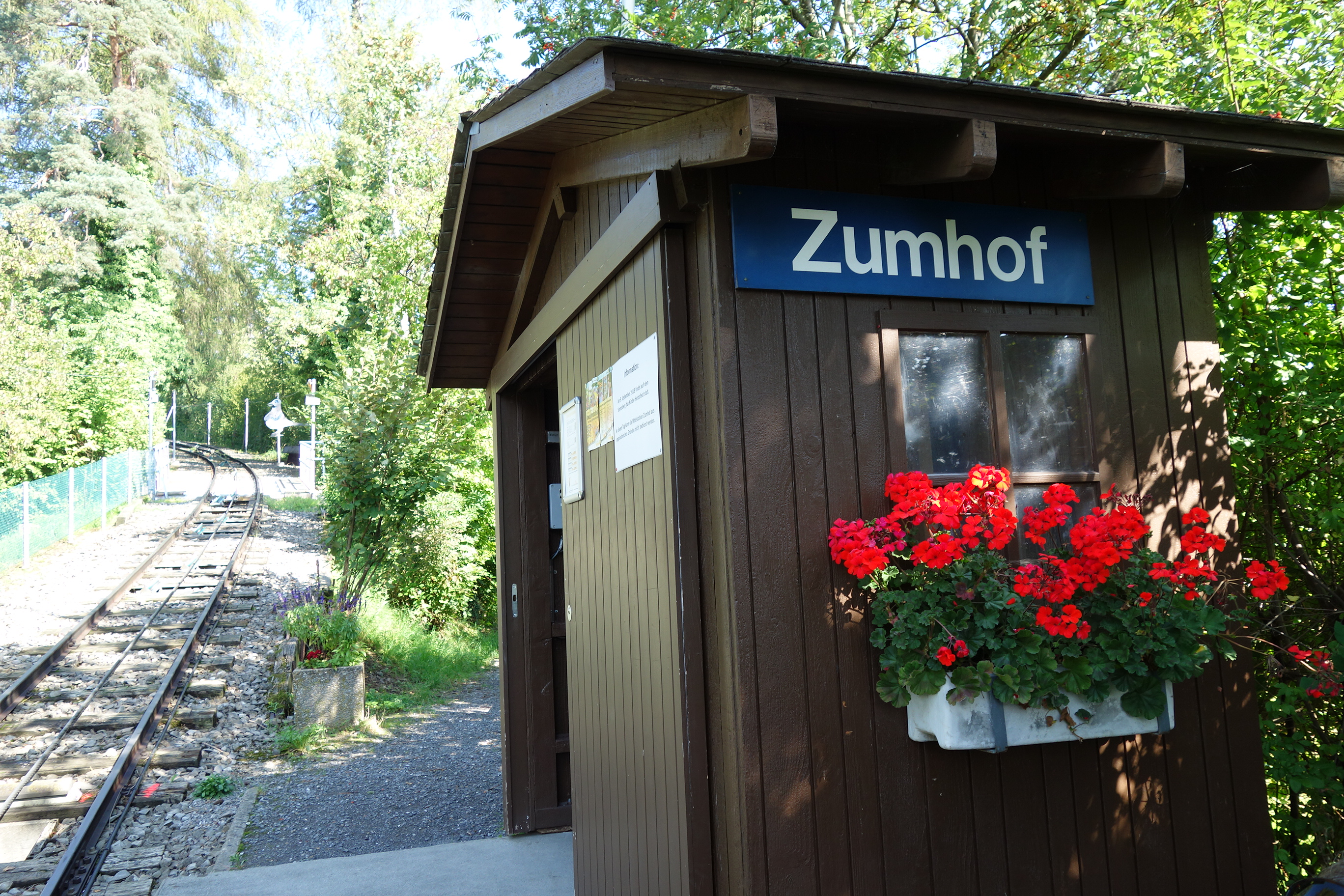
Zwischenstation Zumhof (2018)
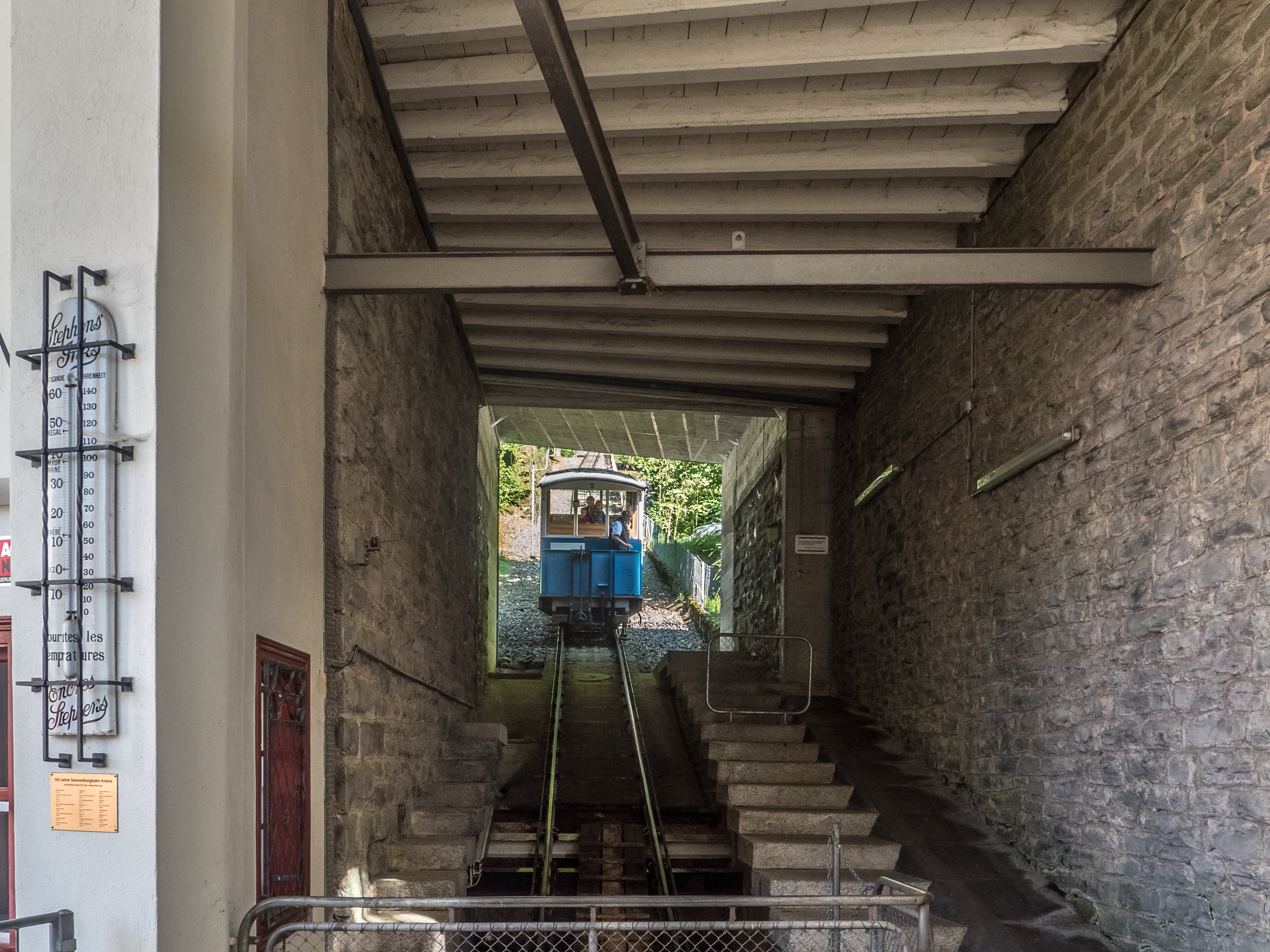
Einfahrt in den Talbahnhof Kriens (2013)
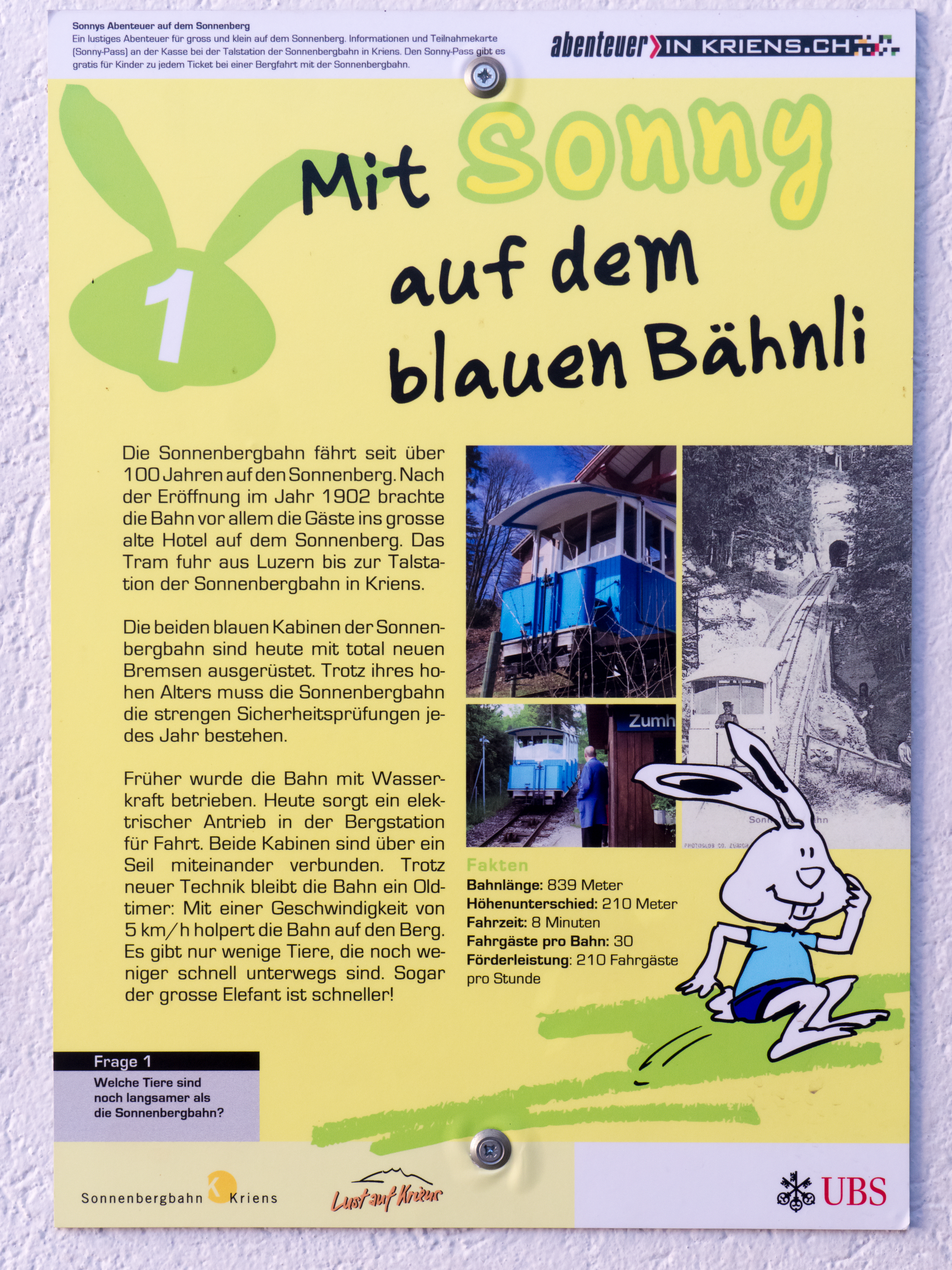
Erklärungstafel
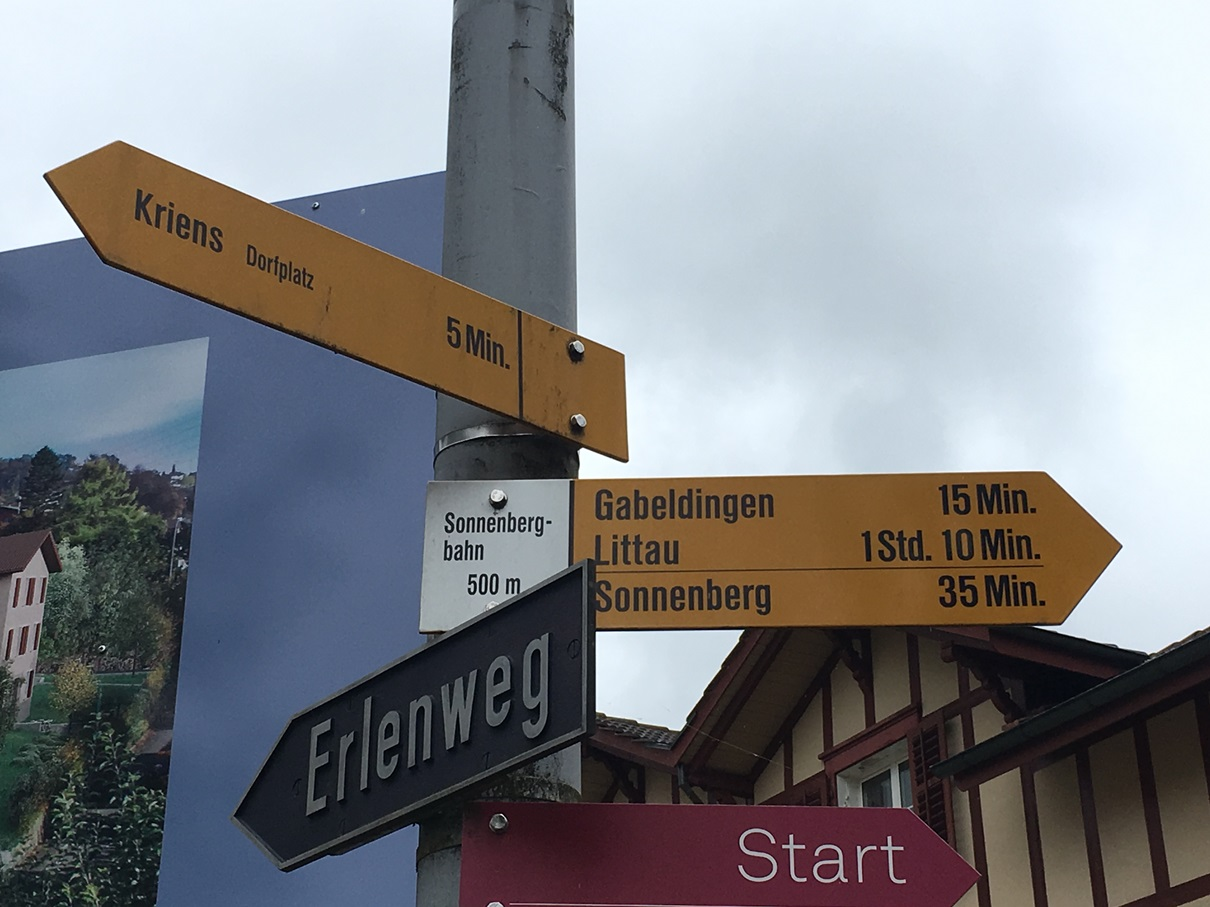
Wegweiser bei der Talstation (2018)
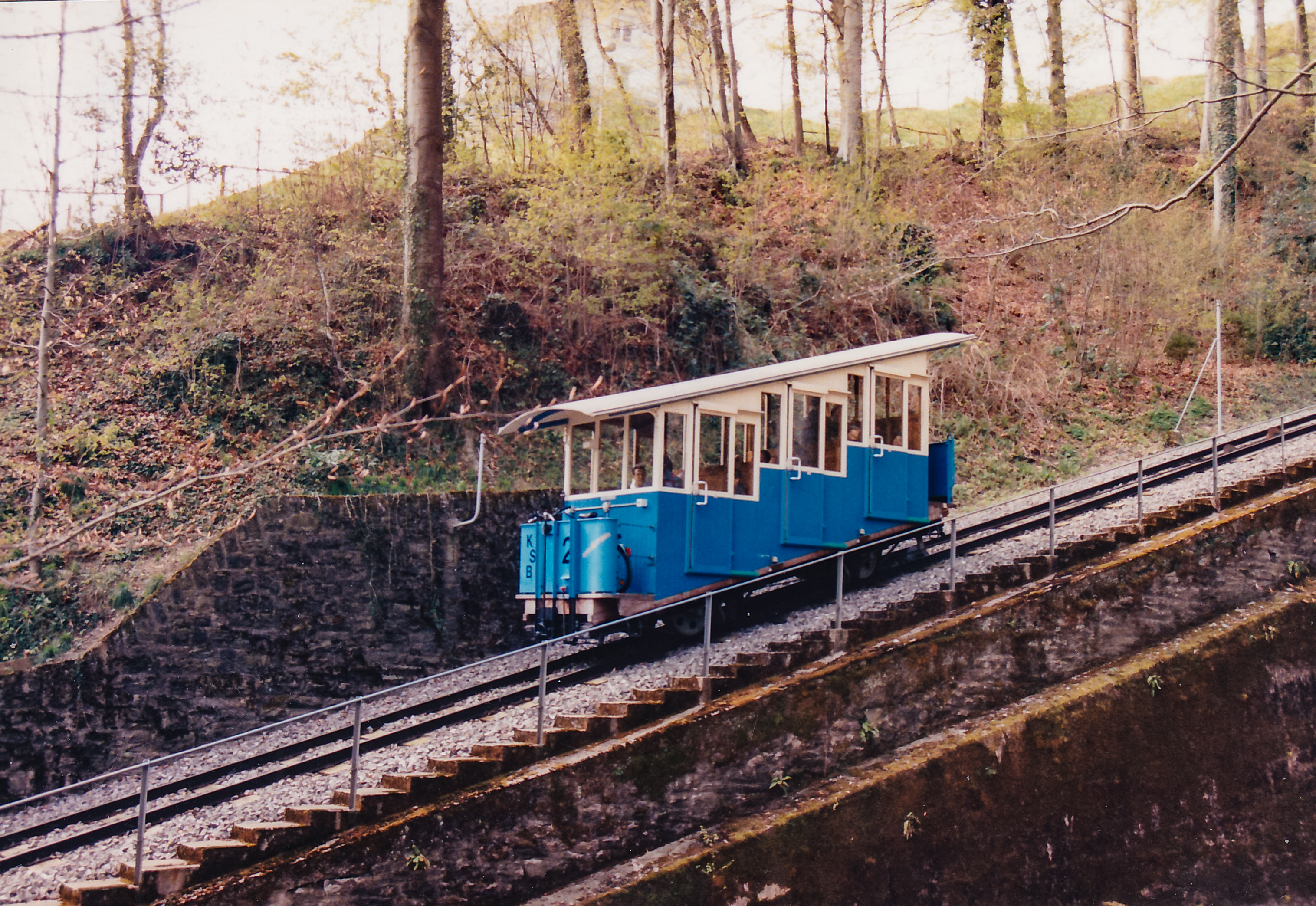
Wagen 2 oberhalb der Stützmauer (1995)
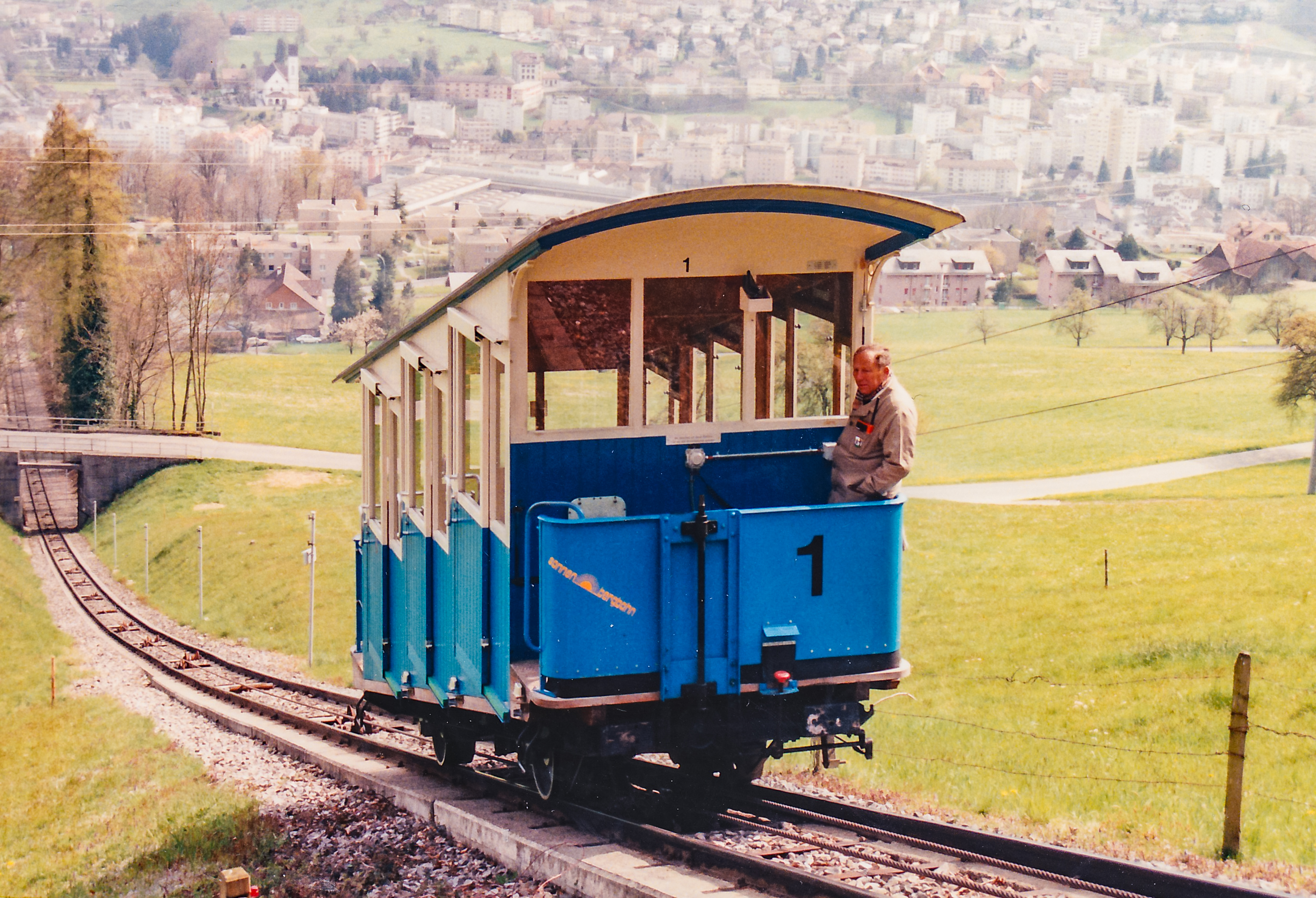
Wagen 1 kurz vor der Bergstation (1995)
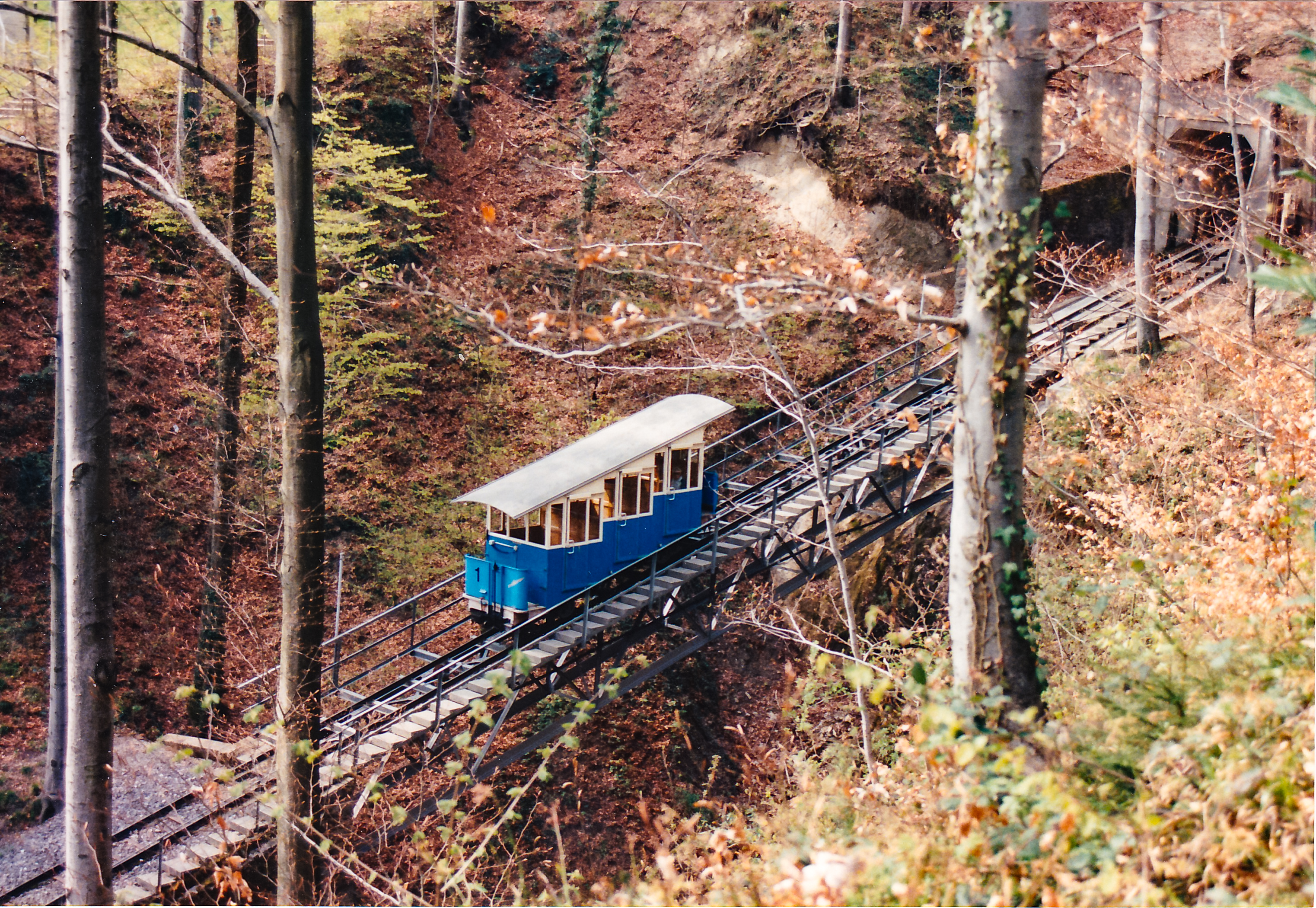
Wagen 1 vor dem Tunnel (1995)
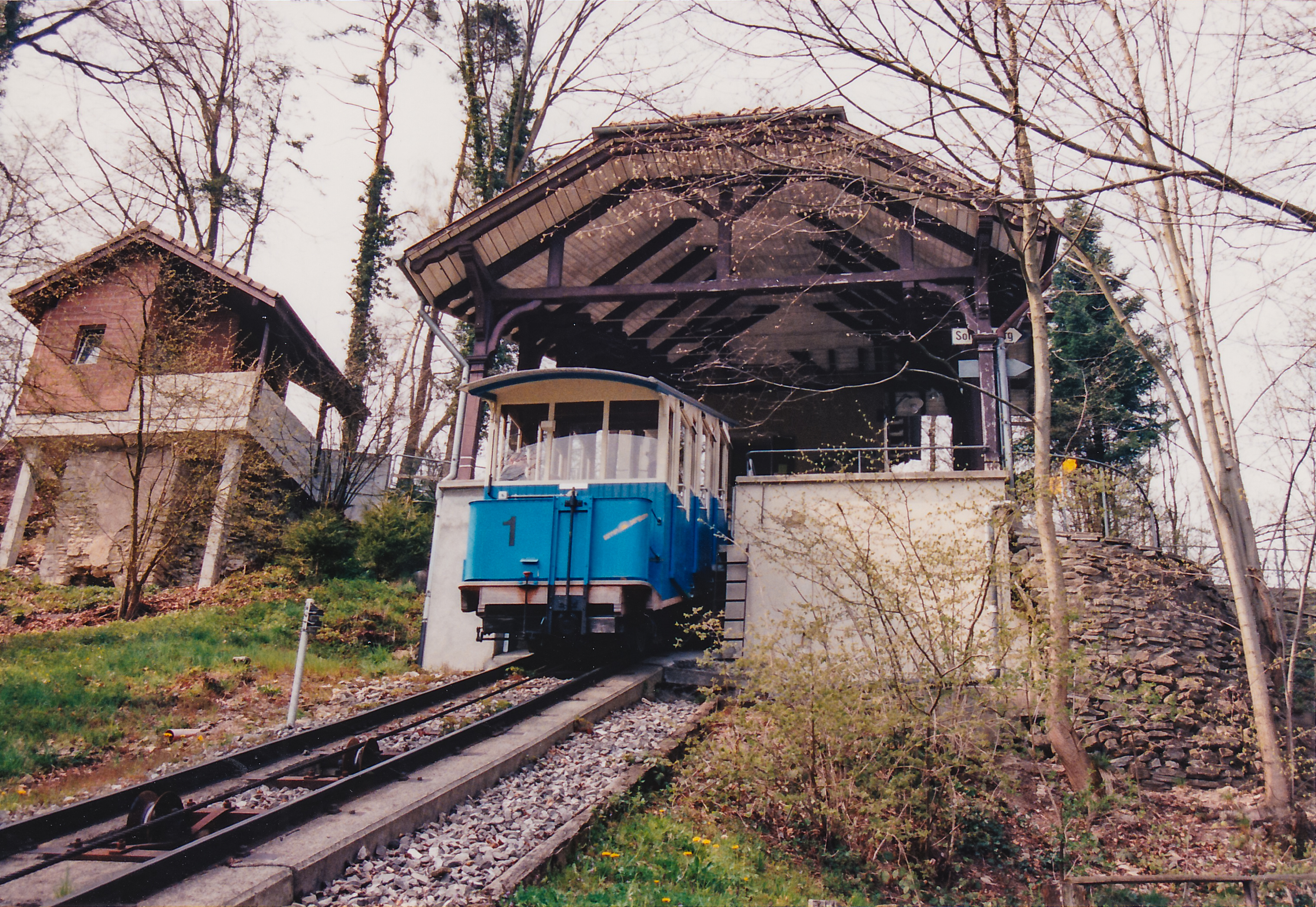
Wagen 1 in der Bergstation (1995)
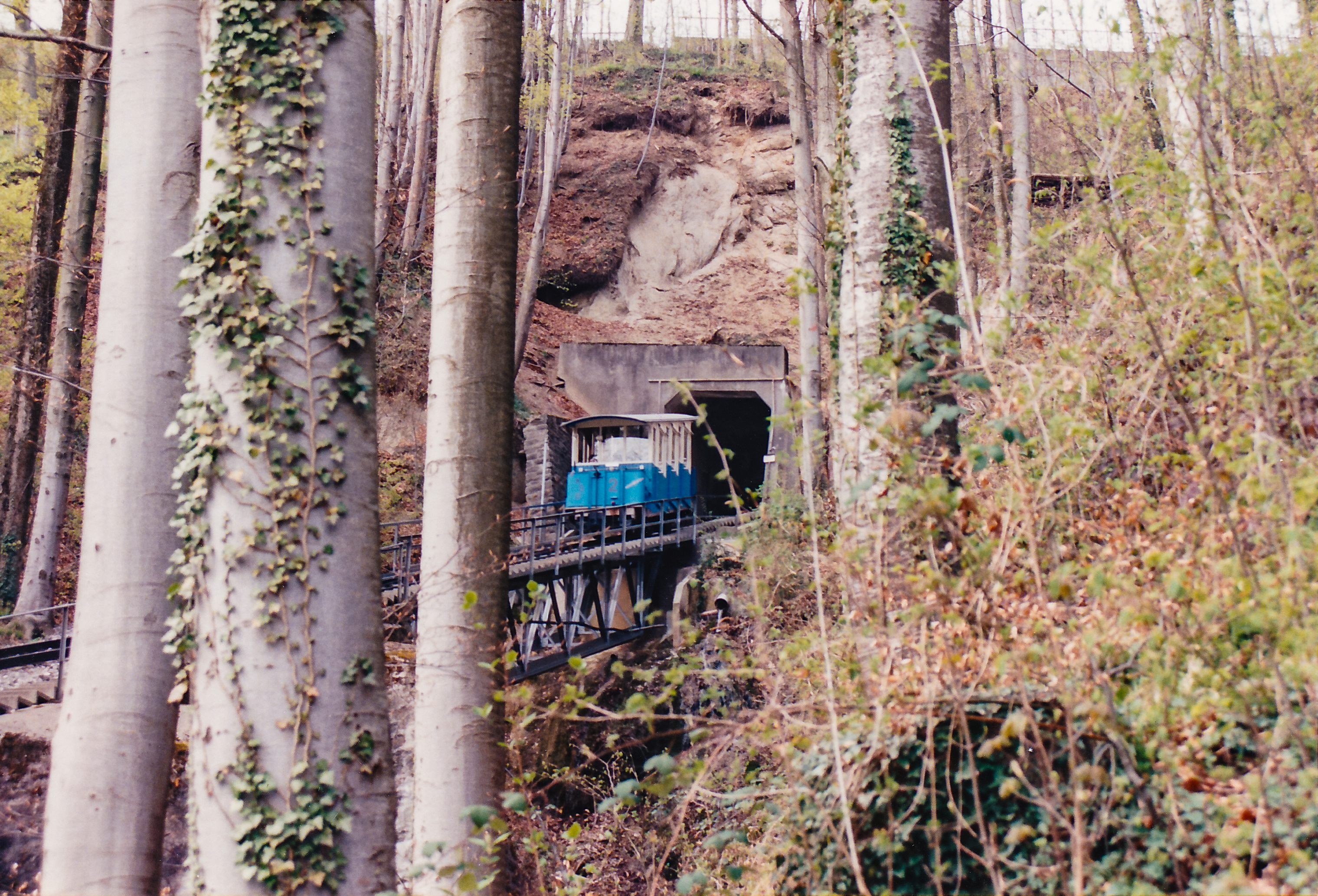
Wagen 2 bei der Tunneleinfahrt (1995)